# Naturaleza muerta con atributos de las artes
Naturaleza muerta con atributos de las artes es un cuadro del pintor Jean Siméon Chardin, realizado en 1766, que se encuentra en el Museo del Hermitage de San Petersburgo, Rusia.
La pintura es un encargo de la emperatriz Catalina II de Rusia, fundadora del Hermitage. Representa una alegoría de las artes, con una estatua del dios Mercurio realizada por Jean-Baptiste Pigalle en 1744. A la izquierda de la estatua, una paleta de pintor alude al oficio de Chardin. A sus pies, unos planos y una escuadra aluden a la arquitectura, mientras que unos libros y unas monedas representan la literatura y la orfebrería. El pintor realizó un año antes una obra emparentada, Los atributos de las artes (1765) del Museo del Louvre de París.